# Nicholas Hawksmoor

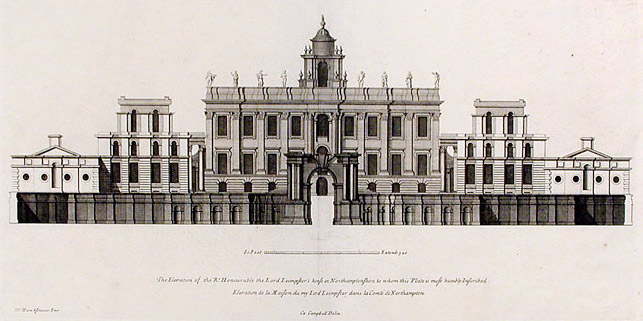
Gravat de la mansió de Easton Neston, única casa de camp que Hawksmoor dissenyar en solitari.

Nicholas Hawksmoor (1661 - 25 de març de 1736) va ser un arquitecte britànic.
Juntament amb John Vanbrugh i Christopher Wren va formar part del trio d'arquitectes del barroc anglès. Des de 1684 fins al 1700 treballa al costat del seu mestre, Christopher Wren, a projectes com l'Hospital de Chelsea, la Catedral de Saint Paul, Hampton Court o l'Hospital de Greenwich. Gràcies a les influències de Wren com a supervisor general, el modest Hawksmoor va ser nomenat oficial de treballs al Palau de Kensington i supervisor en cap dels treballs de Greenwich. El 1718, en ser rellevat Wren pel nou supervisor William Benson, Hawksmoor va ser privat del seva doble lloc de treball, ja que va passar a mans del germà de Benson.
Va començar llavors a treballar amb Sir John Vanbrugh, ajudant a la construcció del Palau de Blenheim per John Churchill. Hawksmoor va acabar l'obra després que Vanbrugh va discutir amb la duquessa i abandonés l'obra. També van treballar junts al Castell de Howard. No hi ha dubte que Hawksmoor aportar a Vanbrugh, arquitecte sense experiència, tot el bagatge professional après al costat de Wren.
El 1702, Hawksmoor va dissenyar una casa de camp barroca en Northamptonshire per Lord Lempster. És l'única casa de camp a la qual va treballar com a arquitecte en solitari. Potser afortunadament, l'obra no es va acabar de la forma que ell volia, ja que la simetria de les ales laterals i la columnata de l'entrada se semblaven molt a l'estil de John Vanbrugh; la casa tal qual es va acabar mostre les més pures innovacions del disseny de Hawksmoor.
L'arquitecte va concebre la idea d'una biblioteca rodona per a la càmera de Radcliffe però no va arribar a dissenyar el projecte. Sí que va dissenyar, l'edifici Clarendon a Oxford, l'All Souls College i sis noves esglésies a Londres. També va ser l'encarregat de dissenyar la façana oest de l'Abadia de Westminster i es va convertir al supervisor de l'abadia en morir Christopher Wren el 1723.
Al contrari que altres dels seus contemporanis, Hawksmoor mai va viatjar a Itàlia on podia haver-se influenciat de l'estil arquitectònic local. Va obtenir les seves idees de llibres de gravats que li recordaven els estils grecs i romans, però va ser un artista molt versàtil i tots els edificis que va dissenyar són diferents els uns dels altres.